# Constitution thaïlandaise de 2006
Pour les articles homonymes, voir Constitution de la Thaïlande.
Constitution thaïlandaise de 1997 Constitution thaïlandaise de 2007
La Constitution de 2006 était la loi fondamentale de la Thaïlande de 2006 à 2007. Sa durée de vie fut très courte car il s'agissait d'une constitution provisoire destinée à remplacer temporairement la Constitution thaïlandaise de 1997 abrogée par Conseil pour la sécurité nationale (en).
Cette constitution provisoire de 2006 a été abrogée et remplacée par la Constitution de 2007, le 24 août 2007.

## Processus de rédaction
La rédaction de cette Constitution provisoire s'inscrit dans le contexte d'un coup d'Etat par la junte militaire.